# Santa Cruz Futebol Clube
El Santa Cruz Futebol Clube, también conocido como Santa Cruz, es un club de fútbol brasileño de la ciudad de Recife ubicada en el estado de Pernambuco. El club fue fundado el 3 de febrero de 1914 y juega en la Serie D del fútbol brasileño. Los rivales del club son Sport Recife y Náutico Capibaribe

## Historia
En un 3 de febrero de 1914 once jóvenes que solían jugar al fútbol en las inmediaciones de la iglesia de Santa Cruz en Recife, forman el Santa Cruz Foot-Ball Club, que más tarde pasaría a su denominación actual. El primer presidente fue José Luiz Vieira.
En 1917, el Santa Cruz es aceptado en la que posteriormente sería la Federación de fútbol de Pernambuco.
El 30 de enero de 1919, Santa Cruz vence al Botafogo de Río de Janeiro por 3-2, siendo la primera vez que un equipo del norte-noreste derrotaba a uno de la región sur.
El 13 de diciembre de 1931 consigue su primer título provincial - el Campeonato Pernambucano.
El 10 de octubre de 1934 la Selección nacional de fútbol de Brasil realiza una gira tras su regreso de la Copa Mundial de Fútbol de 1934, derrotando al Santa Cruz por 3-1. Sin embargo debido al retraso en su viaje por barco, juegan una revancha y Santa Cruz se impone por 3-2.
En 1972, Pelé juega su partido número 1000 contra Santa Cruz.

### Curiosidades
- Los colores originales eran negro y blanco, pero por la coincidencia con otro club se introdujo el rojo.

- Santa Cruz fue el primer equipo de Pernambuco a aceptar jugadores negros. Lacraia fue el primero.

- Los mayores rivales de Santa Cruz son el Sport Club do Recife y el Clube Náutico Capibaribe ambos de Recife.

- La Confederación Brasileña de Fútbol le otorgó la "Cinta Azul", un prestigioso reconocimiento a equipos que realizan giras al exterior sin ser derrotados. En 1980, Santa Cruz realizó una gira por Oriente Medio, enfrentándose a varias selecciones nacionales, como las de Kuwait y Baréin, así como otros equipos. En total jugó 10 partidos, ganando 9 y empatando uno.[5]

## Uniforme
Desde 2022, su uniforme es patrocinado por la empresa brasileña Volt Sport.
- Uniforme titular: Camiseta negra, blanca y roja, pantalón negro, medias negras.
- Uniforme alternativo: Camiseta blanca con rojo y negro, pantalón blanco, medias blancas.

## Estadio
El Santa Cruz juega sus partidos habitualmente en el Estadio de Arruda también llamado Estadio José do Rego Maciel, inaugurado en 1972 y de grada con capacidad para 70.000 aficionados (60.044 personas sentadas).

## Himno
El himno oficial no es demasiado conocido por sus seguidores. Sin embargo el "O Mais Querido" (el más querido) compuesto por Lourenço da Fonseca Barbosa, es muy popular y casi el himno de facto.

## Entrenadores
- Felix Magno (abril de 1952–octubre de 1952)[6][7]
- Milton Barreto (interino- noviembre de 1952–?/?–agosto de 1953)[8][9][10]
- Ricardo Díez (agosto de 1953–febrero de 1954)[11][12][13]
- Ênio Andrade (diciembre de 1975–noviembre de 1976)[14][15]
- Gradim (interino- noviembre de 1976–?)[15]
- Evaristo de Macedo (?–enero de 1980)[16]
- Cláudio Duarte (enero de 1980–abril de 1980)[17][18]
- Paulo Emílio (abril de 1980–julio de 1980)[19]
- Duque (julio de 1980–?)[20]
- Hilton Chaves (diciembre de 1980–agosto de 1981)[21][22]
- José Poy (agosto de 1981–?)[23]
- Cilinho (?–mayo de 1983)[24]
- Pedrinho (interino- mayo de 1983)[24]
- Carlos Alberto Silva (mayo de 1983–diciembre de 1983)[25][26]
- Lori Sandri (enero de 1984–?)[27]
- Milton Mendes (marzo de 2016–agosto de 2016)[28][29]
- Paulo César Gusmão (abril de 2018–mayo de 2018)[30][31]
- Roberto Fernandes (mayo de 2018–septiembre de 2018)[32][33]
- Leston Júnior (noviembre de 2018–mayo de 2019)[34][35]
- Milton Mendes (mayo de 2019–agosto de 2019)[36][37]
- Paulo Massaro (interino- agosto de 2019–?)[38]
- Itamar Schüller (diciembre de 2019–?)[39]
- João Brigatti (febrero de 2021–abril de 2021)[40][41]
- Alexandre Gallo (abril de 2021)[42][43]
- Bolívar (abril de 2021–junio de 2021)[44][45]
- Roberto de Jesus (interino- junio de 2021)[45]
- Roberto Fernandes (junio de 2021–septiembre de 2021)[46][47]
- Leston Júnior (septiembre de 2021–mayo de 2022)[48][49]
- Marcelo Martelotte (mayo de 2022–agosto de 2022)[50][51]
- Ranielle Ribeiro (octubre de 2022–marzo de 2023)[52][53]
- Felipe Conceição (marzo de 2023–julio de 2023)[54][55]
- Itamar Schulle (noviembre de 2023–marzo de 2024)[56][4]

## Datos del club
- Participaciones en la Copa Sudamericana: 1 (2016)

Mejor posición: Octavos de final (2016)

## Participaciones internacionales
| Competencia           | Edición |
| --------------------- | ------- |
| Copa Sudamericana (1) | 2016.   |

### Por competición
| Torneo            | TJ | PJ | PG | PE | PP | GF | GC | DG | Puntos |
| ----------------- | -- | -- | -- | -- | -- | -- | -- | -- | ------ |
| Copa Sudamericana | 1  | 4  | 2  | 1  | 1  | 4  | 3  | +1 | 7      |
| Total             | 1  | 4  | 2  | 1  | 1  | 4  | 3  | +1 | 7      |

## Palmarés

### Torneos nacionales
- Serie C (1):
  - 2013

### Torneos estaduales y regionales
- Copa do Nordeste: (1):

2016
- Super Campeonato Pernambucano (3):

1957, 1976, 1983
- Campeonato Pernambucano (29):

1931, 1932, 1933, 1935, 1940, 1946, 1947, 1957, 1959, 1969, 1970, 1971, 1972, 1973, 1976, 1978, 1979, 1983, 1986, 1987, 1990, 1993, 1995, 2005, 2011, 2012, 2013, 2015 y 2016.
- Apertura Campeonato Pernambucano (12):

1919, 1926, 1937, 1939, 1946, 1947, 1954, 1956, 1969, 1971, 1972, 1976
El Super Campeonato Pernambucano. El Campeonato Pernambucano estaba dividido en tres torneos independientes. Si un equipo vence en los tres, es declarado campeón. Si vence en dos y otro equipo el restante, se juega una final a dos o tres partidos para determinar el campeón. Si tres equipos independientes ganan cada uno de los torneos, se juega una final entre los tres equipos, denominada "Super Campeonato", que son bastante infrecuentes y prestigiosos.